# Heimweh, Stacheldraht und gute Kameraden
Heimweh, Stacheldraht und gute Kameraden ist eine italienisch-spanisch-deutsche Kriegsfilmkomödie aus dem Jahre 1957 von Duilio Coletti und Luis Maria Delgado mit einer von Victor McLaglen, Folco Lulli und Marianne Koch angeführten, internationalen Besetzung.

## Handlung
Nordafrika Spätsommer 1943, der Feldzug der Achsenmächte ist verloren gegangen, das Gebiet unter alliierter Kontrolle. Die Handlung spielt in einem US-amerikanisch geführten Kriegsgefangenenlager, in dem, getrennt voneinander, überwiegend italienische Soldaten, aber auch einige wenige von Rommels Männern festgesetzt wurden. Ebenfalls anwesend: die junge Rot-Kreuz-Schwester Christina Daubler, die sich um die Verletzten und Verwundeten kümmert. Immer wieder versuchen einige der Internierten dem Gefangenenlager zu entfliehen. Als einer der Italiener, der zuvor eine amerikanische Uniform stibitzt hat, dabei erwischt wird, muss er sich vor dem lagereigenen Militärgericht verantworten. Um den Kameraden vor einer drakonischen Strafe zu bewahren, verpflichten sich die anderen italienischen Gefangenen, in nur zwei Stunden außerhalb der Lagerzäune eine Kirche zu bauen. Dazu klauben sie Baumaterial auf nicht ganz legale Weise zusammen, ohne dass, dies war die Bedingung der Lagerleitung, der übliche Tagesablauf im Camp gestört wird.
Als der 8. September 1943 anbricht und General Eisenhower über den Rundfunk die Nachricht verkündet, dass zwischen den Alliierten und den Italienern unter Badoglio ein Waffenstillstand geschlossen wurde, hoffen die Gefangenen, dass sie bald wieder in die Heimat entlassen werden. Doch diese Hoffnung erweist sich als trügerisch, der ehemalige Kriegsverbündete Deutschland akzeptiert den Waffenstillstand nicht. Dieser Umstand erschwert auch das Lagerleben. Die Italiener im US-Gefangenenlager versuchen nun unter den neuen Bedingungen, das Unmögliche möglich zu machen und die Kirchenbauwette, die sie mit dem Lagerkommandanten eingegangen sind, zu gewinnen. Sie haben kurzerhand die eine oder andere Unterkunftsbaracke entkernt und abgebaut, um aus den gewonnenen Brettern den Korpus des Gotteshauses herzustellen, die Werkzeuge werden auf nicht minder eigenwillige Weise organisiert und hergestellt. Um dabei nicht von Wachen erwischt oder durch nicht angekündigte Inspektionen gestört zu werden, finden die zwanzig Tage dauernden Vorarbeiten überwiegend nachts statt. Schließlich steht das Bauwerk mitsamt einem kleinen Glockenturm und einer von den Deutschen spendierten Glocke nach dem einen oder anderen Rückschlag. Das erste Glockengeläut geht einher mit einer abgeschossenen Rakete, die verkündet, dass die Frist abgelaufen ist. Doch die Kirche ist fertig, und die siegesungewohnten Italiener haben endlich mal einen Kampf gewonnen.

## Produktionsnotizen
Heimweh, Stacheldraht und gute Kameraden entstand 1957 in Italien und wurde am 5. April 1958 uraufgeführt, die Deutschlandpremiere war am 18. Juli 1958.

## Kritiken
Der Spiegel befand: „Der irreführende Titel verbirgt eine erheiternde, aber nicht recht abendfüllende Geschichte: (…) Zur feldgrauen Einfärbung wurde eine sinnlose Randgeschichte mit einigen deutschen Kriegsgefangenen hineingebastelt, die vom italienischen Regisseur Coletti so lustlos geführt wurde, als hielten die deutsch-italienischen Spannungen nach der italienischen Kapitulation – der Film spielt in dieser Zeit – heute noch an.“

„Die Handlung wird anmutig erzählt, wenn nicht gar mit großem Geschick …“

Im Lexikon des Internationalen Films ist zu lesen: „Die Unterhaltsamkeit des Films bleibt hinter den Möglichkeiten der bizarren Story zurück. Nicht etwa als Zeitsatire gemeint, sondern als anspruchslose, burleske Unterhaltung, die in stumpfer Inszenierung von vordergründiger Soldatenkomik über pseudorealistische Einlagen bis zur musikalischen Gefühlsschnulze reicht.“